# Flavane

Formule développée du groupe flavane

Le groupe flavane est un motif retrouvé dans divers composés, classés parmi les flavonoïdes. Il est basé sur le motif 3,4-dihydro-2-phényl-2H-1-benzopyrane (ou 2-phényl-chromane). Sur ce motif, l'hétérocycle ne comporte pas de double liaison.
Chez les flavonoïdes, il porte divers groupes hydroxyle au niveau des différents carbones de la molécule. Les différentes familles de flavonoïdes comportant ce motif sont:
- Les flavan-3-ols
- Les flavan-4-ols
- Les flavanones
- Les flavanonols
- Les leucoanthocyanidines (ou flavan-3,4-diols)

Les flavanes, en tant que famille de flavonoïdes, sont des molécules ne comportant aucune liaison avec un oxygène sur les carbones 3 et 4 de l'hétérocycle. Dans cette famille, on peut citer le lutéoliflavane (ou 2-(3,4-dihydroxyphényl)chromane-5,7-diol).